# Strygestof
Strygestof er en speciel type vinyl, som kan bruges på de fleste typer tekstiler og visse andre materialer, til at lave designs eller promovering. Stoffet har en selvklæbende bagside, som hæfter på det underliggende materiale, når stoffet varmes op. Man klipper eller skærer motivet ud, fjerner overskydende materiale og placerer det færdige design på det ønskede materiale, hvorefter det påføres under varmetryk med enten en varmepresse eller et strygejern. Vinylen er typisk ensfarvet. men man kan også få vinyler med effekter og mønstre, selvlysende, reflekterende og med 3D-puff-effekt.

## Design til strygestof
Strygestof leveres i enkeltfarver, i specialversionerne nævnt ovenfor, i fuld farve og i en udskrivbar version, der skal bruges med opløsningsmiddelblæk og en opløsningsmiddelprinter/inkjet.  Det bruges bedst til simple design med minimale farver, da hver enkelt farve eller mønster, der anvendes i designet, skal skæres, adskilles og varme presses separat.  Visse typer strygestof kan påføres i flere lag og derved danne flerfarvede designs.  Jo flere lag der er involveret, jo sværere er det at matche op for at opnå slutresultatet.  Strygestof kan ikke bruges til fuldfarve billeder eller gradienter. 
Strygestof kan skabe specielle effekter ved hjælp af glitter, flockede, holografiske, selvlysende og 3D-puff.  Selvom der stadig kun kan anvendes en farve ad gangen, tilføjer specialtyperne det endelige resultat en "wow-faktor". Brug altid producentens anvisninger for at se, om specialvinyl kan påføres i flere lag.  Hvis ikke,  er det en mulighed  at lave en plads til den anden farve ved at udskære det område, hvor den overlappende vinyl er skåret væk.
Strygestof fås i størrelser fra små ark til store ruller.

## Produkter til strygestof
Strygestof kan bruges til produkter som skjorter, hatte, flaskekølere, muleposer, trøjer, hårbånd, nøgleringe, kasketter, sko, puder. osv.
Strygestof skal anvendes på produkter, som kan tåle den varme og det tryk, der er nødvendigt for at overføre vinylen til materialet.  Hver producent af strygestof har en liste over hvilke produkter der kan bruges til hver type vinyl.  Stoffer som bomuld, bomuld/polyester-blandinger, polyester og lærred fungerer godt med strygestof.  Der er typer af vinyl, der også kan bruges med nylon og læder.  Imidlertid virker produkter som papir og plast ikke godt, fordi de ikke kan tåle den varme, der er nødvendig for at klæbe vinylen til materialet.  

## Udstyr til strygestof påførsel
Udstyr, der er nødvendigt for at arbejde med strygestof, omfatter designsoftware og en vinylskærer, saks eller hobbykniv. Bord-skæreplottere er velegnede til lavt volumen og lavt budget, mens enkeltstående plottere er mere passende til større volumen  Print/cut printere kan bruges til at lave trykt vinyl.
Adskillelsesværktøjer bruges til at fjerne det strygestof, der ikke skal overføres til produktet, fra dets klæbende bæreark.  En varmepresse eller et  strygejern bruges til at overføre vinylen til produktet.  Varmepressen har mulighed for at indstille til et bestemt temperatur og trykniveau, der passer til den specifikke vinyl og anbefales derfor til professionel brug.

## Holdbarhed for strygestof
Strygestof bør holde lige så længe som produktet det er påført, hvis det er påført i henhold til producentens anvisninger.  Den korrekte varmetid og temperatur skal bruges for at opnå dette resultat.  De fleste problemer med strygestoft, der ikke binder på produktet, skyldes disse to faktorer. Hvis vinylen ikke er fastgjort korrekt kan man gentage overførelsesprocessen for et område.